# Semljicola barbiger
Semljicola barbiger là một loài nhện trong họ Linyphiidae.
Loài này thuộc chi Semljicola. Semljicola barbiger được Ludwig Carl Christian Koch miêu tả năm 1879.